# Cumella hartmanni
Cumella hartmanni är en kräftdjursart som beskrevs av Muhlenhardt- Siegel 1996. Cumella hartmanni ingår i släktet Cumella och familjen Nannastacidae. Inga underarter finns listade i Catalogue of Life.